# Stop Me If You Think You've Heard This One Before
Stop Me If You Think You've Heard This One Before è un brano della band inglese The Smiths.
Pubblicato anche come singolo, nel novembre del 1987, il brano è contenuto anche nel quarto album, Strangeways, Here We Come e nelle successive raccolte Stop Me e The Very Best of The Smiths.

## Realizzazione
Scritto da Morrissey e Marr e registrato presso gli studi Wool Hall di Bath, nella primavera del 1987, la canzone non venne mai pubblicata come singolo nel Regno Unito. Pare infatti che la BBC ne bloccò la diffusione radiofonica a causa di presunti riferimenti nel testo a omicidi di massa, soprattutto dopo che, nell'agosto dello stesso anno, un uomo armato di mitra aveva aperto il fuoco sulla folla del mercato nel piccolo villaggio di Hungerford, uccidendo dodici persone e ferendone un'altra ventina, prima di togliersi la vita. Il singolo venne comunque pubblicato nel resto d'Europa, oltre che in America, Australia e Giappone.
Morrissey interrogato in proposito dichiarò in un'intervista a NME del febbraio 1988: "Avrei disperatamente voluto che [la canzone, ndr] fosse pubblicata. La Rough Trade inviò dei promo a BBC Radio 1, ma loro dissero che mai in nessun caso l'avrebbero passata in radio, proprio a causa dei riferimenti all'omicidio di massa. Dissero che la gente l'avrebbe istantaneamente collegata con quello che era successo a Hungerford e che questo avrebbe spinto migliaia di persone a uscire e a comprare mitragliatrici, per uccidere i propri nonni. Penso allora che invece la Rough Trade avrebbe dovuto pubblicare Death Of A Disco Dancer solo per essere un po' indisponenti."
La copertina ritrae una foto dell'attore e cantante britannico Murray Head, tratta dal film Questo Difficile Amore (The Family Way), diretto da Roy Boulting, nel 1966.

## Tracce
- EU 7"

1. Stop Me If You Think You've Heard This One Before - 3:33
2. Girlfriend in a Coma  - 2:02

- EU 12" / CDs

1. Stop Me If You Think You've Heard This One Before - 3:33
2. Work Is a Four-Letter Word - 2:47
3. Girlfriend in a Coma  - 2:02
4. I Keep Mine Hidden - 1:57

## Formazione
- Morrissey – voce
- Johnny Marr – chitarra, pianoforte
- Andy Rourke – basso
- Mike Joyce – batteria

## Cover di Mark Ronson
Il 7 aprile 2007 il DJ e produttore Mark Ronson ha realizzato una cover del brano, intitolata semplicemente Stop Me, pubblicata dalla Columbia Records e inclusa nell'album Version.
Nonostante molti fan degli Smiths non abbiano apprezzato la versione stravolta del brano, il singolo ha comunque ottenuto un ottimo successo, raggiungendo la seconda posizione nella Official Singles Chart e la prima nella UK Download Chart. Nell'elenco stilato dalla rivista Rolling Stone, la canzone si è piazzata alla posizione n. 80 delle migliori 100 canzoni del 2007.
Per il brano sono stati realizzati due videoclip; il primo ha per protagonista un uomo che trova un paio di scarpe viventi, che una volta indossate hanno il controllo su di lui; il secondo, internazionale, vede ritratte diverse persona piangere lacrime realizzate in animazione che creano piccolo inondazioni.
Il CD contiene anche una cover di No One Knows dei Queens of the Stone Age.

## Tracce
- UK CDm

1. Stop Me
2. Stop Me (A Chicken Lips Malfunction)
3. Stop Me" (Dirty South remix)
4. No One Knows

- UK CDs

1. Stop Me
2. No One Knows

- UK 10"

1. Stop Me
2. No One Knows

## Altre cover
- Sul loro album del 1996, One and the Same, la band hardcore americana Vision ha inserito una cover del brano Stop Me.
- Il 2 maggio 2007, durante la trasmissione radiofonica Live Lounge in onda su BBC Radio 1, i Groove Armada hanno eseguito una cover del brano con Stuart Zender (ex Jamiroquai) al basso.
- Il Dj Paul Oakenfold ha remixato Stop Me per il suo album del 2007 Greatest Hits & Remixes (Vol. 1).
- Un remix del Dj e produttore Kissy Sell Out è contenuta nella compilation The Annual del Ministry of Sound, uscita nel 2008.
- Nel 2008, durante il programma TV australiano Like a Version, Plan B ha eseguito una versione live acustica del brano.